# Pauluskerk (Oegstgeest)
De Pauluskerk is een kerkgebouw uit 1932, naar ontwerp van de architect F.B. Jantzen, in de Nederlandse gemeente Oegstgeest, provincie Zuid-Holland. Sinds 2007 is in het kerkgebouw het Cultureel Centrum De Paulus gehuisvest. 
Het gebouw aan de Warmonderweg, aan de gemeentegrens met Leiden, werd in 1932 voor de kerkdiensten van de hervormde gemeente geopend. In het jaar 2000 kreeg het de status van rijksmonument. Nadat de hervormde kerk het pand had verlaten, werd het overgedragen aan de Stichting Pauluskerk Oegstgeest, die het de bestemming van cultureel centrum gaf.
In de kerk worden regelmatig kamermuziekconcerten en andere culturele activiteiten georganiseerd. Ook worden er nog steeds kerkdiensten gevierd: elke zondagmorgen is er een eredienst van de Volle Evangelie Gemeenten Leiden en omstreken.

## Beschrijving
Het kerkgebouw is opgetrokken uit gele baksteen met decoraties. Het bestaat uit een rechthoekige hoofdruimte met daarachter een smallere en lagere consistorie. De zadeldaken hebben een verticale dakvoet en ver overkragende bakgoten. In de zijgevels van het hoofdgebouw bevinden zich rechthoekige uitbouwen met plat dak, die gedeeltelijk insteken in het dak van het hoofdgebouw. De vierkante klokkentoren, waarin de hoofdentree is aangebracht, symmetrisch geflankeerd door de gevels van het hoofdgebouw, heeft een zadeldakvormige torenspits. Bij de vensters met stalen kozijnen en in de teakhouten toegangsdeuren zijn glas-in-loodramen aangebracht, waarvan die in de uitbouwen het verhaal uitbeelden van de zendingsreizen van de naamgever van de kerk, de apostel Paulus. Op andere glas-in-loodramen zijn gestileerde vogels of heiligen afgebeeld. 
Het interieur is overwelfd door een spitstongewelf met wit pleisterwerk. Het kerkorgel van orgelbouwer Van Leeuwen te Leiderdorp uit 1939 is niet beschermwaardig bevonden en maakt daarom niet deel uit van het rijksmonument. Het heeft 19 registers, twee manualen en een aangehangen pedaal. De orgelpijpen, zonder kas, staan aan weerszijden van de toren opgesteld. 
In de kerkruimte, onder een houten lambrisering, staan de kerkbanken in de oorspronkelijke U-vormige opstelling. De stalen lichtarmaturen zijn origineel. Ook in de hal en de verbindingsgang naar de consistorie zijn de oorspronkelijke tegelvloeren, lampen en trapleuningen nog aanwezig.

## Monumentale waarde
De Pauluskerk is in 2000 door de Rijksdienst voor het Cultureel Erfgoed tot rijksmonument verklaard omdat zij van algemeen cultuurhistorisch belang wordt geacht om diverse redenen:
1. "als uitdrukking van de geestelijke ontwikkeling van het Nederlands Hervormde geloof in de jaren twintig van de 20ste eeuw"
2. "vanwege de hoge mate van gaafheid in hoofdvorm, detaillering en materiaalgebruik van zowel het in- als exterieur"
3. "als voorbeeld van een kerk gebouwd in een strakke, geometrische en late variant van de Amsterdamse School"
4. "als gaaf en representatief voorbeeld uit het oeuvre van de architect F.B. Jantzen"
5. "vanwege de hoge mate van eenheid in stijl van het ontwerp"
6. "vanwege de ensemblewaarde door de beeldbepalende situering langs de Warmonderweg".

## Interieur, 2010

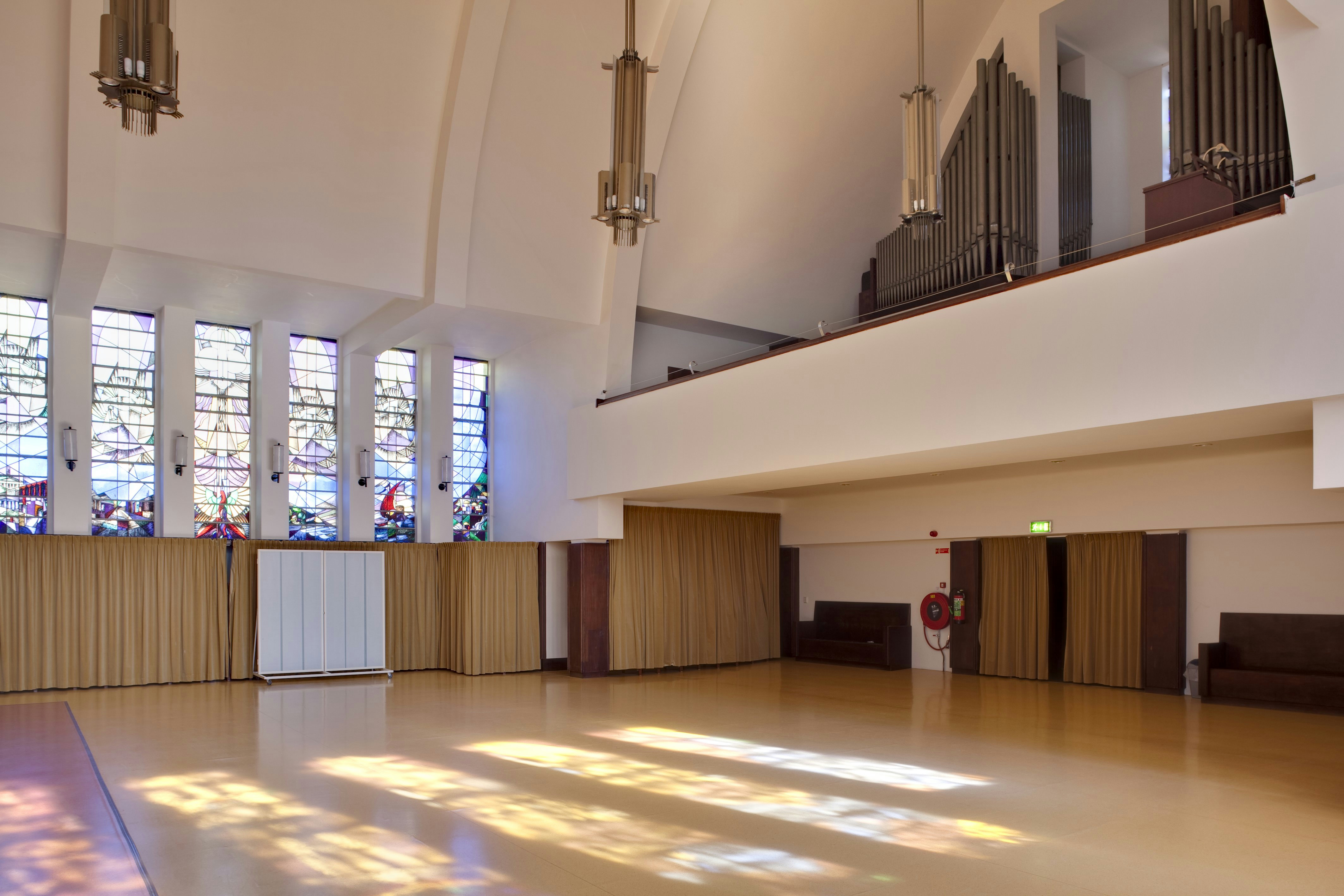
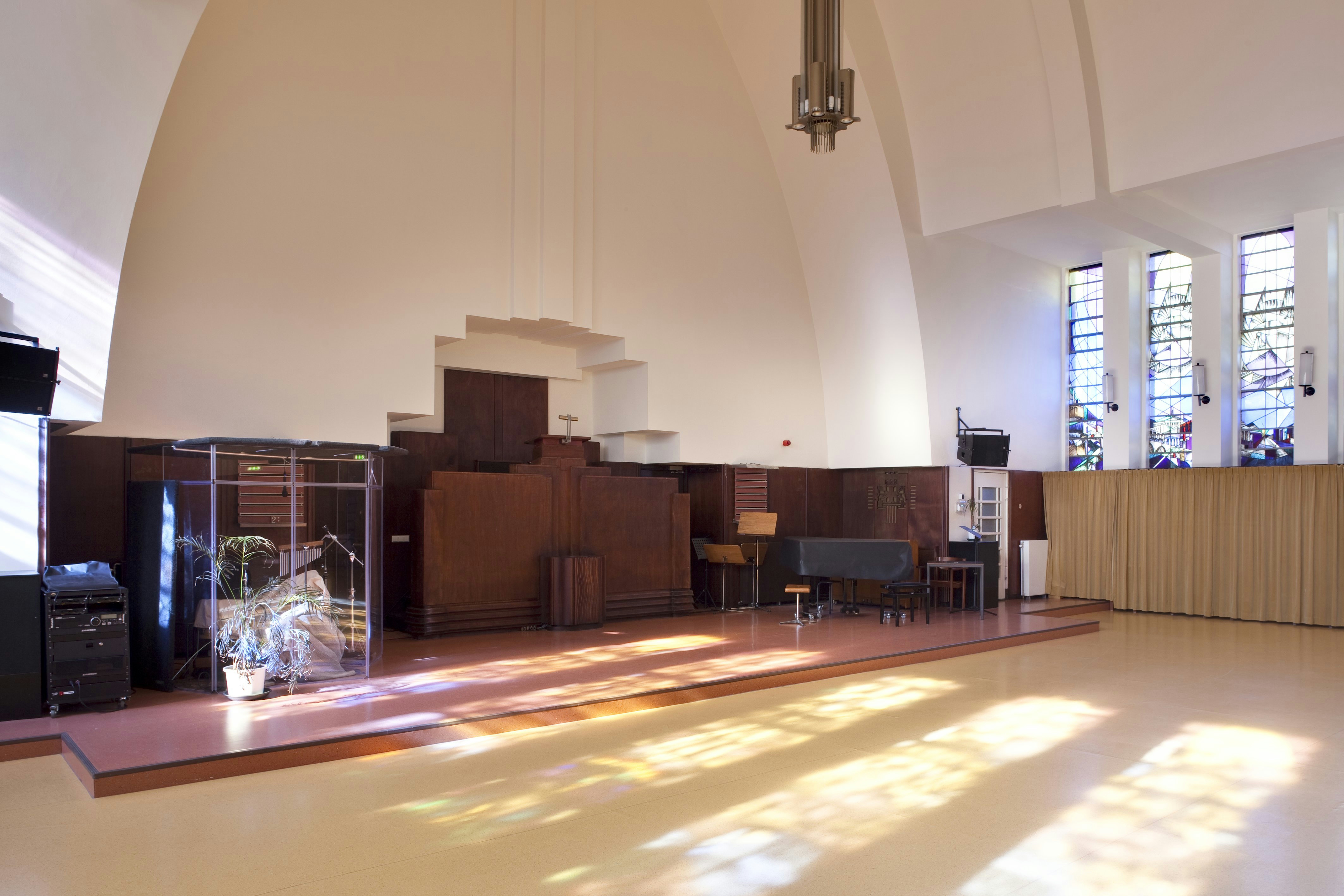
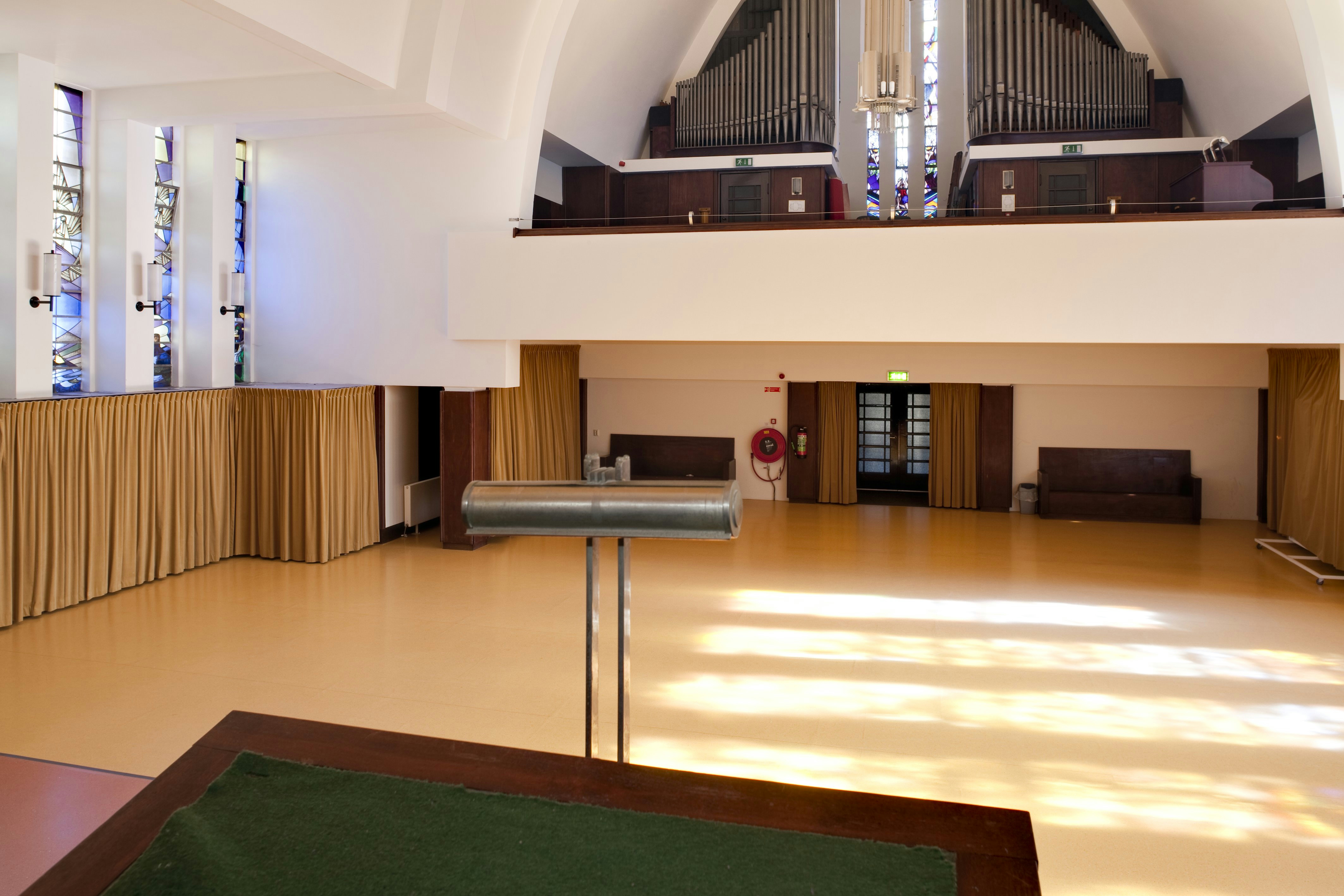